# Stazione di Lamezia Terme Centrale
Stazione di Lamezia Terme Centrale vasútállomás Olaszországban, Lamezia Terme településen.

## Vasútvonalak
Az állomást az alábbi vasútvonalak érintik:
- Battipaglia–Reggio di Calabria-vasútvonal
- Lamezia Terme-Catanzaro Lido-vasútvonal

## Kapcsolódó állomások
A vasútállomáshoz az alábbi állomások vannak a legközelebb:
- Stazione di Gizzeria Lido (Battipaglia–Reggio di Calabria-vasútvonal)
- San Pietro a Maida-Maida railway station (Battipaglia–Reggio di Calabria-vasútvonal)
- Stazione di Lamezia Terme Sambiase (Lamezia Terme-Catanzaro Lido-vasútvonal)